# Grand Paris - Grand Est
La Grand Paris - Grand Est és una de les divisions o Établissement public territorial de la Metròpoli del Gran París creada al 2016.
Està formada per 14 municipis que pertanyen al districte de Le Raincy del departament del Sena Saint-Denis.

## Municipis
1. Clichy-sous-Bois
2. Coubron
3. Gagny
4. Gournay-sur-Marne
5. Livry-Gargan
6. Montfermeil
7. Neuilly-Plaisance
8. Neuilly-sur-Marne
9. Noisy-le-Grand
10. Les Pavillons-sous-Bois
11. Le Raincy
12. Rosny-sous-Bois
13. Vaujours
14. Villemomble